# 岡嵜雄介
岡嵜 雄介（おかざき ゆうすけ、1981年7月19日 - ）は、広島県呉市出身の元プロ野球選手（外野手）、高校野球指導者、ホッケー指導者。武田高等学校情報科教諭。

## 経歴
小学校6年時より野球を始める。
高校は県内の強豪・広島県立広島商業高等学校に進学。在学中に甲子園大会に出場するが控え選手だったため自身の出場はない。
神戸学院大学人文学部に一般受験を経て入学。関西六大学野球連盟所属の野球部に所属した。
大学卒業後は地元の社会人チームのワイテックに入社。2年間所属し、ショーケーストライアウト受験のため渡米。フロンティアリーグのチームからオファーを受けるも、ビザの関係で断念し、帰国した。
2006年のシーズン途中に四国アイランドリーグの徳島インディゴソックスに入団。2年目はレギュラーとなり、広島東洋カープのトライアウトに最終選考まで残ったが、2007年シーズン終了後に退団し、26歳で現役を引退した。以後、リーグと直接の関係はないが、2014年8月2日のリーグ創立10周年記念OB戦（香川オリーブガイナーズOBチームと対戦）に出場予定であったものの、雨天により試合は中止となった。
引退後、広告代理店勤務を経て、佛教大学通信教育部、日本大学通信教育部で「地理・歴史」「公民」「情報」の高校教員免許を取得した。教員を目指した理由について「教師は自分で授業や部活動をデザインし、人をつくる仕事。そこに面白さを感じた」と述べている。
2011年から京都の立命館高等学校に赴任。当時は「プロアマ規定」により元プロ野球選手の指導が規制されていたため、経験のないホッケー部の顧問となる。自身が直面した「プロアマ規定」がホッケーにはないことに着目して日本リーグ女子チームとの練習試合をおこなったり、選手交代に制限がない点を生かして頻繁な交代でチームの走力を維持する作戦を導入したりする工夫を重ね、2012年夏のインターハイでは監督としてベスト8に導いた。
その後、2013年にプロアマ規定の解禁により、京都府では始めてのプロ野球経験者による野球指導者（コーチ）となった。
2014年4月からは地元の広島県東広島市の武田高等学校に赴任。硬式野球部の副部長となる。2015年には部長、7月からは監督に就任した。岡嵜の先進的な指導により、創部10年程で県内でも無名だった同校のレベルを上げ、中学時代に無名の選手で最速121キロだった谷岡楓太を3年時には152キロにまで成長させた。2019年10月のプロ野球ドラフト会議では谷岡がオリックス・バファローズから育成枠2位で指名を受け、同校史上初のプロ野球選手となった。
武田高校は2020年夏の高校野球広島県大会においては、甲子園出場経験のある強豪の広島県瀬戸内高等学校を破り、同校初のベスト4まで進んだ。準決勝においては岡嵜の母校でもある、広島県立広島商業高等学校と対戦し、惜しくも敗れた。

## 著名な教え子
- 谷岡楓太
- 内野海斗

## 詳細情報

### 独立リーグでの打撃成績
出典は四国アイランドリーグPlusウェブサイト。
| 年 度     | 球 団     | 打 率 | 試 合 | 打 席 | 打 数 | 得 点 | 安 打 | 二 塁 打 | 三 塁 打 | 本 塁 打 | 打 点 | 三 振 | 四 球 | 死 球 | 犠 打 | 犠 飛 | 盗 塁 | 長 打 率 | 出 塁 率 | 併 殺 打 |
| --------- | --------- | ----- | ----- | ----- | ----- | ----- | ----- | -------- | -------- | -------- | ----- | ----- | ----- | ----- | ----- | ----- | ----- | -------- | -------- | -------- |
| 2006      | 徳島      | .120  | 31    | 85    | 75    | 6     | 9     | 2        | 0        | 0        | 7     | 24    | 4     | 1     | 5     | 0     | 2     | .147     | .175     |          |
| 2007      | 徳島      | .235  | 76    | 233   | 187   | 25    | 44    | 4        | 4        | 0        | 9     | 38    | 20    | 3     | 21    | 1     | 8     | .299     | .318     |          |
| 通算：2年 | 通算：2年 | .202  | 107   | 318   | 262   | 31    | 53    | 6        | 4        | 0        | 16    | 62    | 24    | 4     | 26    | 1     | 10    | .256     | .278     |          |

### 背番号
- 31 （2006年 - 2007年）